# Attacotti

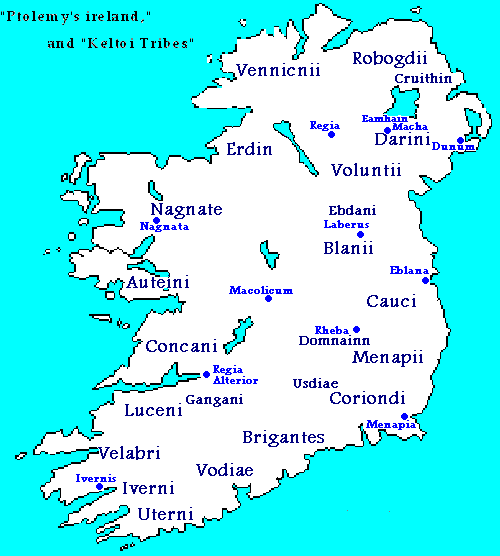
L'Irlande selon Ptolémée et ses peuples celtes

Les Attacotti (aussi orthographié Atecotti, Atticotti, Aticotti, Ategutti), un peuple celte habitant autrefois l'île d'Irlande et l'Écosse, sont mentionnés dans plusieurs textes romains datant de la fin de l'Empire. L'historien Ammien Marcellin inclut "cette race belliqueuse" (bellicosa hominum natio) dans une liste de peuples perturbant la paix de la province romaine de Bretagne aux environs des années 364-367, liste mentionnant aussi 
des tribus écossaises, dont les Pictes, et les Saxons. 
Un contemporain d'Ammien, Jérôme de Stridon, dit avoir vu des Attacotti en Gaule. Il décrit leurs « coutumes paillardes de mariage » et leur « cannibalisme sauvage », les appelant « gens Britannica », ou « peuple britannique ». Il confond peut-être les Attacotti avec des rumeurs de polyandrie de la part des Britons et de cannibalisme chez les peuples d'Irlande. Si son affirmation d'avoir vu des Attacotti est correcte, Jérôme les a probablement vus à Trèves (c. 365-370), déjà au service de l'Empire romain. Il est certain que des Attacotti ont été recrutés dans l'armée romaine avant c. 395 ; le Notitia Dignitatum liste quatre régiments ayant ce nom, basés en Gaule, en Italie et en Illyrie. Il n'est toutefois pas probable que ces unités soient restées distinctes d'un point de vue ethnique. On ne constate plus d'Attacotti hostiles à l'Empire après c. 367.
Les historiens modernes prétendent souvent localiser la terre d'origine des Attacotti sur la frontière nord de la province romaine de Bretagne, les situant dans le contexte des raids écossais et pictes, mais il n'y a pas de preuves anciennes pour ceci ; Ammien ne parle que de la pression barbare sur plusieurs fronts. 
Pendant les XIIIe et XIVe siècles des Écossais ont placé les Attacotti dans le Dunbartonshire, incitant Edward Gibbon à écrire sur la possibilité d'une « race de cannibales » aux alentours de Glasgow. Cette tradition complètement fausse était basée sur le De Situ Britanniae, d'abord attribué à Richard de Cirencester mais éventuellement exposé en tant que contrefaçon écrit par Charles Bertram en 1757. Des arbres généalogiques se réclamant d'avoir des ancêtres attacotti sont également faux.

## Théories

### Origine irlandaise
Le mot Attacotti et ses variantes peuvent être des essais de transcription du vieil irlandais aithechthúatha, qui n'est pas un nom de tribu spécifique mais un adjectif pour décrire les moins fortunés de la population celte d'Irlande, le plus souvent traduit « tribus payant un cens », « communautés vassales », ou « peuple tributaire ». L'apparition des Attacotti hostiles dans des textes romains dans les années 360 correspond chronologiquement avec les migrations tribales et dynastiques à l'ouest de l'île de Bretagne en provenance du sud de l'Irlande, possiblement avec une autorisation romaine. Plus tard, des traditions irlandaises et galloises concernant ces migrations préserveront les noms de certains groupes irlandais, qui semblent avoir été remplacés par l'expansion des Eóganachta, le groupe de septs qui dominèrent le Munster vers la fin du IVe siècle.

### Origine pré-celtique
Des investigations plus anciennes avancent une théorie selon laquelle les Attacotti étaient un substrat aborigène pré-indo-européenne de la population du nord de l'île de Bretagne. Cette thèse a généré beaucoup de discussions concernant cette « race », pour la plupart dans le domaine de la pseudohistoire.
Toutefois, il existe plusieurs monuments en pierre découverts en Caithness et ailleurs en Écosse du nord présentant des inscriptions oghamiques qui ne correspondent pas aux langues indo-européennes connues. Certains académiques prétendent que ces inscriptions datent d'avant l'occupation picte de la région.